# Herbert Masaryk
Herbert Masaryk (1. května 1880 Vídeň – 15. března 1915 Praha) byl český malíř, starší syn prvního československého prezidenta Tomáše Garrigue Masaryka a Charlotty Garrigue Masarykové. Přestože zemřel předčasně ještě za života obou rodičů, jeho potomci nakonec zůstali jedinými pokračovateli Masarykova rodu.

## Život a dílo

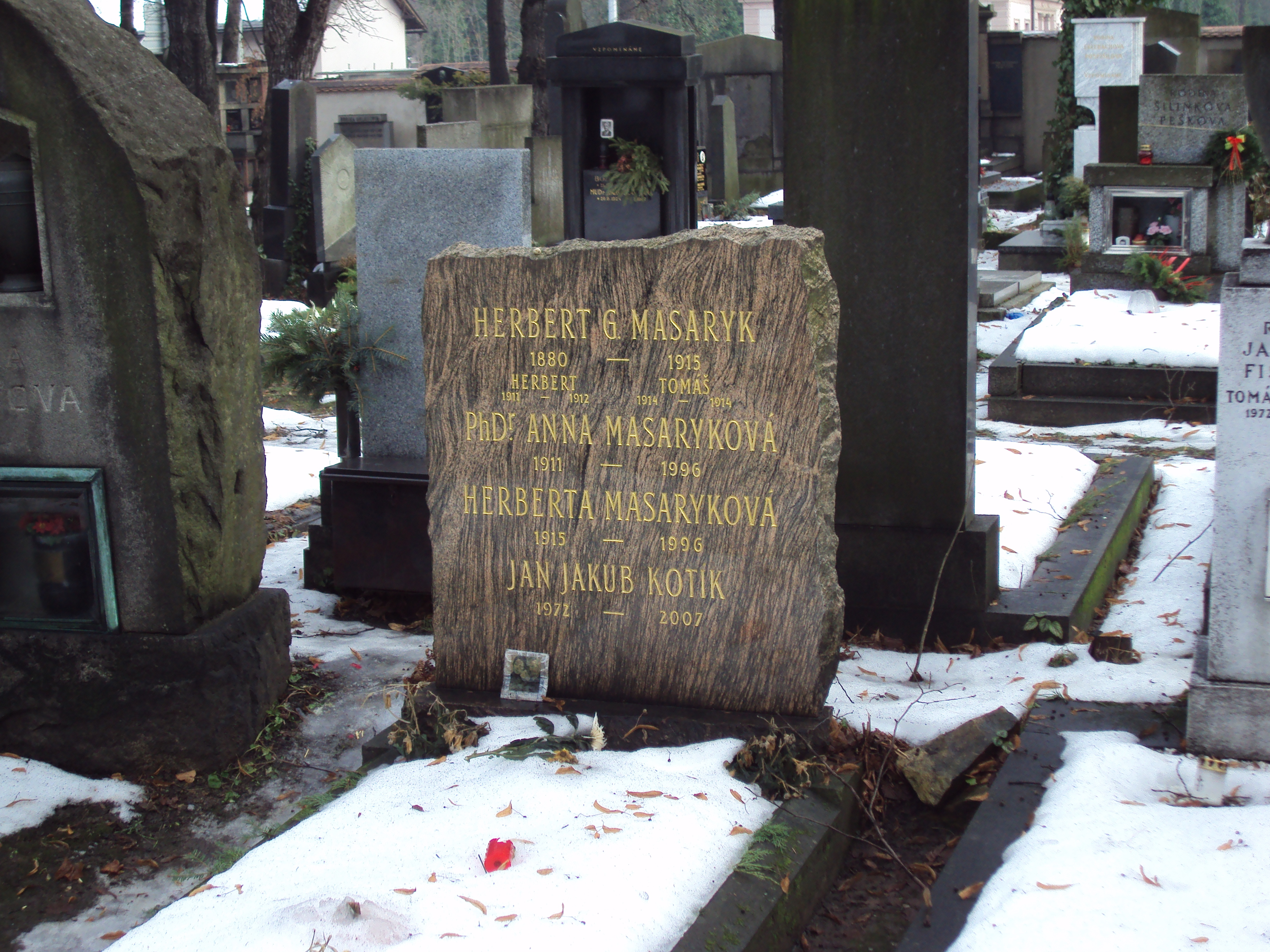
Rodinný hrob na Olšanech

Byl velmi talentovaný, zabýval se malířstvím, které studoval v Praze, ve Florencii (1900–1901) a v Antverpách (1901–1902). Přátelil se s malířem Antonínem Slavíčkem, pobýval rovněž s jeho rodinou v Kameničkách a po jeho smrti se v srpnu 1910 oženil s vdovou Bohumilou Slavíčkovou. Ve své tvorbě byl ovlivněn impresionismem, expresionismem, secesí i tvorbou Hanuše Schwaigra, autora známých portrétů rodičů T. G. Masaryka. Snažil se ale o svůj vlastní styl. V jeho tvorbě převažují díla portrétní a krajinářská.
Velmi známý je jeho velký autoportrét, „Chalupa u cesty“, „Mare Venezia“ a „Studie modrého odlesku“, tvořená v jihočeské Jindřiši.
Herbert Masaryk byl i dobrým hokejistou a hrál i za reprezentační mužstvo Čech (Josef Laufer: Padesát let v našem sportu).[zdroj?] Masarykův syn Herbert patřil k hokejovým průkopníkům, podle pamětníků se coby hráč pražské Slavie zúčastnil v roce 1901 prvního doloženého utkání v ledním hokeji v Praze.
Roku 1905 nastoupil na vojnu, byl však propuštěn ze zdravotních důvodů, jako následek sportovních úrazů. Již na gymnáziu byl ve sportovním kroužku, pak hrál hokej za SK Slavia, také byl v kroužku šachovém, a vesloval za Blesk se svým dobrým přítelem, malířem Angelo Zeyerem. S ním se vydal za Antonínem Slavíčkem do Kameniček, aby čerpal zkušenosti v krajinářské tvorbě. Věnoval se též výchově Slavíčkových dětí, jimž se později stal nevlastním otcem.
Následný rok 1906 byl obdobím intenzívní práce na Slovensku. Obrazy jsou většinou ztraceny, známe je jen z fotografií, jako pastózně krátkými tahy širokého štětce malovanou „Zahradu z Bystričky“. Kameničky uchvátily Herberta i v roce 1907, aby poté téměř tři léta pobýval na belgickém mořském pobřeží. Odtamtud pochází „Plachetnice na vlnách (u majáku)“ z roku 1907. Tento obraz označil v roce 1935 Otakar Španiel při otevření výstavy za jedno z nejlepších moří, vytvořených českým malířem. Ztracený je pastózní nizozemský „Kanál se šesti plachetnicemi“ (1907) i pohled na písečné duny kolem zálivu („U moře“ 1908). Husté vrstvy barvy až emailově působící najdeme na „Plachetnici na zeleném moři“ z roku 1909, avšak obrazy moře z roku 1910 mají promyšlenou kompozici a velmi jemnou lahodnou barevnost, což Herbert dokonce zdůvodňuje v dopise svému otci v pojmu malířská odpovědnost (Plachetnice u mola 1910): „Člověk má už teď náladu na něco opravdového. Co jsem dosud dělal, dohromady nic neznamená, také to nemá ten opravdový obsahový grund, aby to byly ‚kousky zeměkoule‘ a předměty na ní, aby bylo vidět, o co vlastně běží a nebylo to mělké“. Maluje autoportrét v čepici „Masaryčce“.
V roce 1911 již maluje doma, portréty Jana Slavíčka, Jiřího Slavíčka, o rok později Evy Slavíčkové a sochaře Pero Pallaviciniho. Tvoří též zátiší „Se šálkem a květy“, „Krajinu s lesíkem“, „Zahradu v Dobrovského ulici“, „Zátiší se samovary“, celou řadu portrétů včetně Otty Gutfreunda, Otakara Španiela, matky, jeho ženy paní MMS (1914), „Kostelníka z Borové“, „Pohled z pahorku“ a „Pohled k Orlickým horám z Rybné“. Jeho poslední „Autoportrét“ (1912–3) je projevem vysoce kultivovaného realismu. K barevně výjimečným patří „Černý kocour (Matouš)“, „Zimní krajina se stromem“, „Zasněžená krajina“, „Borová v zimě“ a nenápadné „Zátiší s lékovkou a šálkem“. Poslední obraz, nedokončený, „Krajina na Vysočině s drobným motivem venkovského pohřbu“ se bohužel ztratil. Z počátku roku 1915 se mnoho obrazů nedochovalo.
Počátkem března 1915 se od haličských uprchlíků v Borové u Poličky nakazil skvrnitým tyfem. Aby před nemocí ochránil své děti, vrátil se do Prahy ke své matce Charlottě. Zemřel v Praze 15. března 1915. Pohřben byl v Praze, na Olšanském hřbitově.
Poslední soubornou výstavu jeho díla v Praze na Národní třídě (výstavní síň ÚLUV) uspořádalo Masarykovo demokratické hnutí v říjnu až prosinci 1993 a zahájil ji prezident Václav Havel (vernisáží 12. října) za přítomnosti obou dcer Herberta Masaryka, paní Herberty i doktorky Anny Masarykových, které též některé obrazy zapůjčily („David a Goliáš“ aj.). Navštívilo ji přes padesát tisíc zájemců o jeho dílo.
První jeho známé kresby pocházejí z roku 1894. Z přibližně 300 obrazů, které vytvořil v letech 1905–1915, jich je přes 100 nezvěstných, což souvisí zejména s dvojím exilem jeho starší sestry Alice Masarykové.
Výstavy k 100. výročí Masarykova úmrtí v březnu 2015 v rychnovské Orlické galerii se zúčastnila rovněž jeho vnučka Charlotta Kotíková, žijící v New Yorku.

## Rodina a potomci
Herbertu Masarykovi se z manželství s Bohumilou (tzv. paní „MMS“ – Mílou Masarykovou Slavíčkovou) narodily čtyři děti, jen dvě dcery se však dožily dospělosti. Za jeho života se narodila nejprve dvojčata, Anna (již otec často maloval mezi venkovskými dětmi v Rybné) a Herbert; chlapec však zemřel jako roční dítě. V lednu 1914 se páru narodil ještě syn Tomáš, který se nedožil ani tří měsíců – zemřel na těžký zápal plic. Druhorozenou dceru Herbertu už otec nepoznal, narodila se 6. července 1915.
Anna (1911–1996) zůstala bezdětná. Herberta (1915–1996) měla s Emanuelem Poche dceru Charlottu, vdanou Kotíkovou (* 1940), která se tak stala jediným potomkem TGM ve třetí generaci. Má (měla) dva syny, Tomase (* 1969) a Jana Jakuba (1972–2007). Jeho synové Armand (* 2005) a Taber Herbert (* 2006) jsou prapravnuky Herberta Masaryka a jedinými pokračovateli rodu.
|                              |                              |                              |                              |                              |                              |  |  |  |  | Rudolf Medek (1890–1940)        |                           |                           |                           |                           |                           |  |  |  |  |                             |                             |                             |                             |                             |                             |  |  |  |  |                             |                             |                             |                             |                             |                             |  |  |
|                              |                              |                              |                              |                              |                              |  |  |  |  |                                 |                           |                           |                           |                           |                           |  |  |  |  |                             |                             |                             |                             |                             |                             |  |  |  |  |                             |                             |                             |                             |                             |                             |  |  |
|                              |                              |                              |                              |                              |                              |  |  |  |  |                                 |                           |                           |                           |                           |                           |  |  |  |  | Eva Medková (1921–1924)     |                             |                             |                             |                             |                             |  |  |  |  |                             |                             |                             |                             |                             |                             |  |  |
|                              |                              |                              |                              |                              |                              |  |  |  |  |                                 |                           |                           |                           |                           |                           |  |  |  |  |                             |                             |                             |                             |                             |                             |  |  |  |  |                             |                             |                             |                             |                             |                             |  |  |
|                              |                              |                              |                              |                              |                              |  |  |  |  | Eva Slavíčková (1895–1953)      |                           |                           |                           |                           |                           |  |  |  |  |                             |                             |                             |                             |                             |                             |  |  |  |  |                             |                             |                             |                             |                             |                             |  |  |
|                              |                              |                              |                              |                              |                              |  |  |  |  |                                 |                           |                           |                           |                           |                           |  |  |  |  |                             |                             |                             |                             |                             |                             |  |  |  |  |                             |                             |                             |                             |                             |                             |  |  |
|                              |                              |                              |                              |                              |                              |  |  |  |  |                                 |                           |                           |                           |                           |                           |  |  |  |  | Ivan Medek (1925–2010)      |                             |                             |                             |                             |                             |  |  |  |  |                             |                             |                             |                             |                             |                             |  |  |
|                              |                              |                              |                              |                              |                              |  |  |  |  |                                 |                           |                           |                           |                           |                           |  |  |  |  |                             |                             |                             |                             |                             |                             |  |  |  |  |                             |                             |                             |                             |                             |                             |  |  |
|                              |                              |                              |                              |                              |                              |  |  |  |  | Jan Slavíček (1900–1970)        |                           |                           |                           |                           |                           |  |  |  |  |                             |                             |                             |                             |                             |                             |  |  |  |  |                             |                             |                             |                             |                             |                             |  |  |
|                              |                              |                              |                              |                              |                              |  |  |  |  |                                 |                           |                           |                           |                           |                           |  |  |  |  |                             |                             |                             |                             |                             |                             |  |  |  |  |                             |                             |                             |                             |                             |                             |  |  |
| Antonín Slavíček (1870–1910) | Antonín Slavíček (1870–1910) | Antonín Slavíček (1870–1910) | Antonín Slavíček (1870–1910) | Antonín Slavíček (1870–1910) | Antonín Slavíček (1870–1910) |  |  |  |  |                                 |                           |                           |                           |                           |                           |  |  |  |  | Mikuláš Medek (1926–1974)   | Mikuláš Medek (1926–1974)   | Mikuláš Medek (1926–1974)   | Mikuláš Medek (1926–1974)   | Mikuláš Medek (1926–1974)   | Mikuláš Medek (1926–1974)   |  |  |  |  |                             |                             |                             |                             |                             |                             |  |  |
| Antonín Slavíček (1870–1910) | Antonín Slavíček (1870–1910) | Antonín Slavíček (1870–1910) | Antonín Slavíček (1870–1910) | Antonín Slavíček (1870–1910) | Antonín Slavíček (1870–1910) |  |  |  |  |                                 |                           |                           |                           |                           |                           |  |  |  |  | Mikuláš Medek (1926–1974)   | Mikuláš Medek (1926–1974)   | Mikuláš Medek (1926–1974)   | Mikuláš Medek (1926–1974)   | Mikuláš Medek (1926–1974)   | Mikuláš Medek (1926–1974)   |  |  |  |  |                             |                             |                             |                             |                             |                             |  |  |
|                              |                              |                              |                              |                              |                              |  |  |  |  | Jiří Slavíček (1901–1957)       | Jiří Slavíček (1901–1957) | Jiří Slavíček (1901–1957) | Jiří Slavíček (1901–1957) | Jiří Slavíček (1901–1957) | Jiří Slavíček (1901–1957) |  |  |  |  |                             |                             |                             |                             |                             |                             |  |  |  |  | Eva Kosáková (* 1952)       | Eva Kosáková (* 1952)       | Eva Kosáková (* 1952)       | Eva Kosáková (* 1952)       | Eva Kosáková (* 1952)       | Eva Kosáková (* 1952)       |  |  |
|                              |                              |                              |                              |                              |                              |  |  |  |  | Jiří Slavíček (1901–1957)       | Jiří Slavíček (1901–1957) | Jiří Slavíček (1901–1957) | Jiří Slavíček (1901–1957) | Jiří Slavíček (1901–1957) | Jiří Slavíček (1901–1957) |  |  |  |  |                             |                             |                             |                             |                             |                             |  |  |  |  | Eva Kosáková (* 1952)       | Eva Kosáková (* 1952)       | Eva Kosáková (* 1952)       | Eva Kosáková (* 1952)       | Eva Kosáková (* 1952)       | Eva Kosáková (* 1952)       |  |  |
| Bohumila Brynychová          | Bohumila Brynychová          | Bohumila Brynychová          | Bohumila Brynychová          | Bohumila Brynychová          | Bohumila Brynychová          |  |  |  |  |                                 |                           |                           |                           |                           |                           |  |  |  |  | Emila Medková (1928–1985)   | Emila Medková (1928–1985)   | Emila Medková (1928–1985)   | Emila Medková (1928–1985)   | Emila Medková (1928–1985)   | Emila Medková (1928–1985)   |  |  |  |  |                             |                             |                             |                             |                             |                             |  |  |
| Bohumila Brynychová          | Bohumila Brynychová          | Bohumila Brynychová          | Bohumila Brynychová          | Bohumila Brynychová          | Bohumila Brynychová          |  |  |  |  |                                 |                           |                           |                           |                           |                           |  |  |  |  | Emila Medková (1928–1985)   | Emila Medková (1928–1985)   | Emila Medková (1928–1985)   | Emila Medková (1928–1985)   | Emila Medková (1928–1985)   | Emila Medková (1928–1985)   |  |  |  |  |                             |                             |                             |                             |                             |                             |  |  |
|                              |                              |                              |                              |                              |                              |  |  |  |  | Anna Masaryková (1911–1996)     |                           |                           |                           |                           |                           |  |  |  |  |                             |                             |                             |                             |                             |                             |  |  |  |  |                             |                             |                             |                             |                             |                             |  |  |
|                              |                              |                              |                              |                              |                              |  |  |  |  |                                 |                           |                           |                           |                           |                           |  |  |  |  |                             |                             |                             |                             |                             |                             |  |  |  |  |                             |                             |                             |                             |                             |                             |  |  |
| Herbert Masaryk (1880–1915)  |                              |                              |                              |                              |                              |  |  |  |  |                                 |                           |                           |                           |                           |                           |  |  |  |  |                             |                             |                             |                             |                             |                             |  |  |  |  |                             |                             |                             |                             |                             |                             |  |  |
|                              |                              |                              |                              |                              |                              |  |  |  |  |                                 |                           |                           |                           |                           |                           |  |  |  |  |                             |                             |                             |                             |                             |                             |  |  |  |  |                             |                             |                             |                             |                             |                             |  |  |
|                              |                              |                              |                              |                              |                              |  |  |  |  | Herbert Masaryk (1911–1912)     |                           |                           |                           |                           |                           |  |  |  |  |                             |                             |                             |                             |                             |                             |  |  |  |  |                             |                             |                             |                             |                             |                             |  |  |
|                              |                              |                              |                              |                              |                              |  |  |  |  |                                 |                           |                           |                           |                           |                           |  |  |  |  |                             |                             |                             |                             |                             |                             |  |  |  |  |                             |                             |                             |                             |                             |                             |  |  |
|                              |                              |                              |                              |                              |                              |  |  |  |  |                                 |                           |                           |                           |                           |                           |  |  |  |  |                             |                             |                             |                             |                             |                             |  |  |  |  |                             |                             |                             |                             |                             |                             |  |  |
|                              |                              |                              |                              |                              |                              |  |  |  |  |                                 |                           |                           |                           |                           |                           |  |  |  |  |                             |                             |                             |                             |                             |                             |  |  |  |  |                             |                             |                             |                             |                             |                             |  |  |
|                              |                              |                              |                              |                              |                              |  |  |  |  | Tomáš Masaryk (*/† 1914)        |                           |                           |                           |                           |                           |  |  |  |  |                             |                             |                             |                             |                             |                             |  |  |  |  |                             |                             |                             |                             |                             |                             |  |  |
|                              |                              |                              |                              |                              |                              |  |  |  |  |                                 |                           |                           |                           |                           |                           |  |  |  |  |                             |                             |                             |                             |                             |                             |  |  |  |  |                             |                             |                             |                             |                             |                             |  |  |
|                              |                              |                              |                              |                              |                              |  |  |  |  |                                 |                           |                           |                           |                           |                           |  |  |  |  | Petr Kotík (* 1942)         | Petr Kotík (* 1942)         | Petr Kotík (* 1942)         | Petr Kotík (* 1942)         | Petr Kotík (* 1942)         | Petr Kotík (* 1942)         |  |  |  |  | Tomas Kotík (* 1969)        | Tomas Kotík (* 1969)        | Tomas Kotík (* 1969)        | Tomas Kotík (* 1969)        | Tomas Kotík (* 1969)        | Tomas Kotík (* 1969)        |  |  |
|                              |                              |                              |                              |                              |                              |  |  |  |  |                                 |                           |                           |                           |                           |                           |  |  |  |  | Petr Kotík (* 1942)         | Petr Kotík (* 1942)         | Petr Kotík (* 1942)         | Petr Kotík (* 1942)         | Petr Kotík (* 1942)         | Petr Kotík (* 1942)         |  |  |  |  | Tomas Kotík (* 1969)        | Tomas Kotík (* 1969)        | Tomas Kotík (* 1969)        | Tomas Kotík (* 1969)        | Tomas Kotík (* 1969)        | Tomas Kotík (* 1969)        |  |  |
|                              |                              |                              |                              |                              |                              |  |  |  |  | Herberta Masaryková (1915–1996) |                           |                           |                           |                           |                           |  |  |  |  |                             |                             |                             |                             |                             |                             |  |  |  |  |                             |                             |                             |                             |                             |                             |  |  |
|                              |                              |                              |                              |                              |                              |  |  |  |  |                                 |                           |                           |                           |                           |                           |  |  |  |  |                             |                             |                             |                             |                             |                             |  |  |  |  |                             |                             |                             |                             |                             |                             |  |  |
|                              |                              |                              |                              |                              |                              |  |  |  |  |                                 |                           |                           |                           |                           |                           |  |  |  |  | Charlotta Kotíková (* 1940) | Charlotta Kotíková (* 1940) | Charlotta Kotíková (* 1940) | Charlotta Kotíková (* 1940) | Charlotta Kotíková (* 1940) | Charlotta Kotíková (* 1940) |  |  |  |  | Jan Jakub Kotík (1972–2007) | Jan Jakub Kotík (1972–2007) | Jan Jakub Kotík (1972–2007) | Jan Jakub Kotík (1972–2007) | Jan Jakub Kotík (1972–2007) | Jan Jakub Kotík (1972–2007) |  |  |
|                              |                              |                              |                              |                              |                              |  |  |  |  |                                 |                           |                           |                           |                           |                           |  |  |  |  | Charlotta Kotíková (* 1940) | Charlotta Kotíková (* 1940) | Charlotta Kotíková (* 1940) | Charlotta Kotíková (* 1940) | Charlotta Kotíková (* 1940) | Charlotta Kotíková (* 1940) |  |  |  |  | Jan Jakub Kotík (1972–2007) | Jan Jakub Kotík (1972–2007) | Jan Jakub Kotík (1972–2007) | Jan Jakub Kotík (1972–2007) | Jan Jakub Kotík (1972–2007) | Jan Jakub Kotík (1972–2007) |  |  |
|                              |                              |                              |                              |                              |                              |  |  |  |  | Emanuel Poche (1903–1987)       |                           |                           |                           |                           |                           |  |  |  |  |                             |                             |                             |                             |                             |                             |  |  |  |  |                             |                             |                             |                             |                             |                             |  |  |
|                              |                              |                              |                              |                              |                              |  |  |  |  |                                 |                           |                           |                           |                           |                           |  |  |  |  |                             |                             |                             |                             |                             |                             |  |  |  |  |                             |                             |                             |                             |                             |                             |  |  |

## Galerie

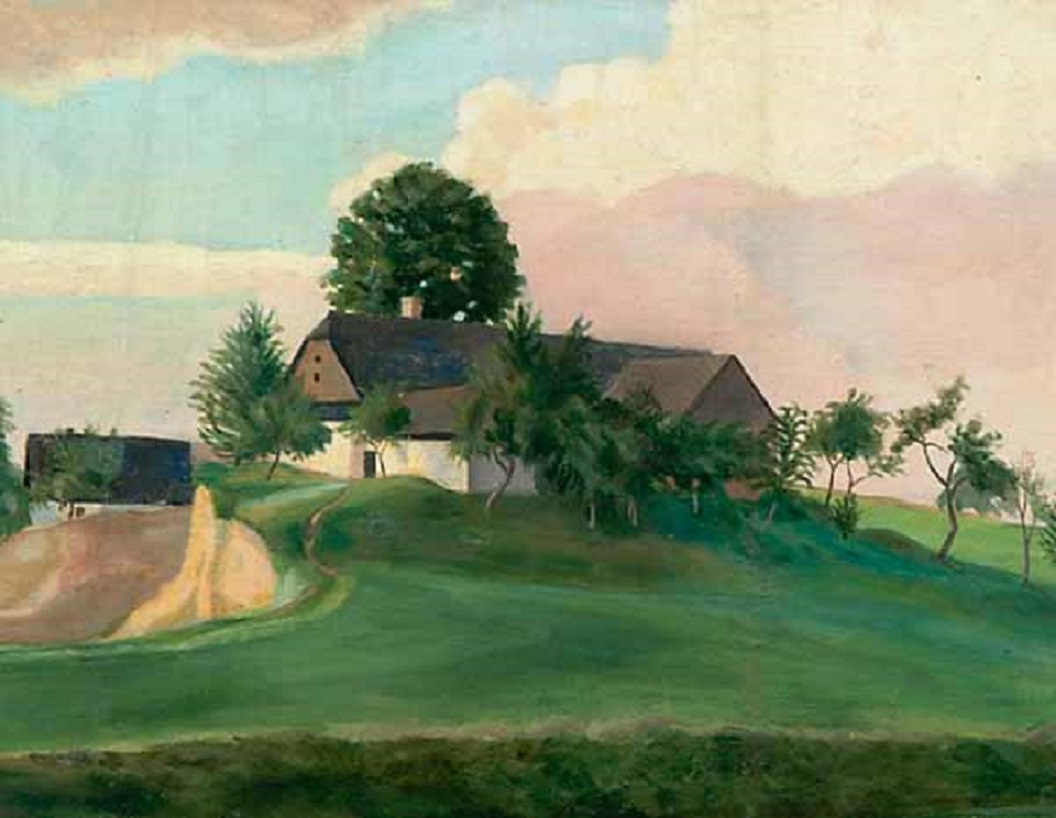
Herbert Masaryk Stavení v krajině
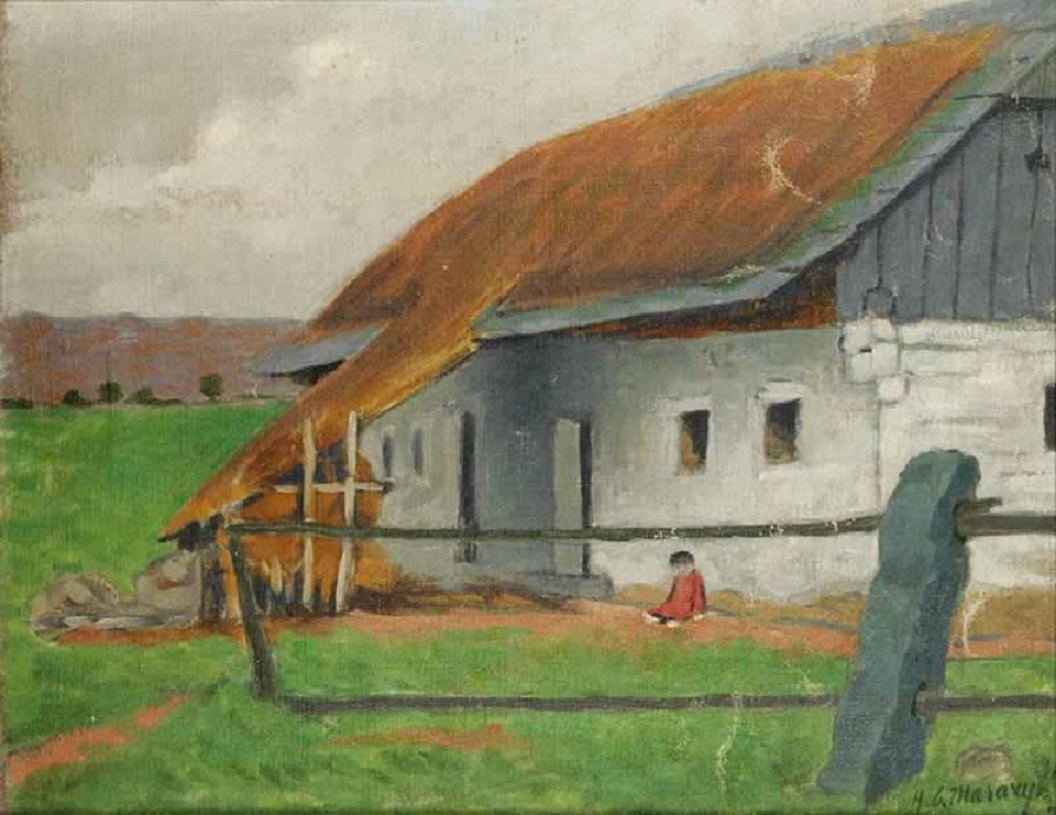
Herbert Masaryk Děcko u stavení
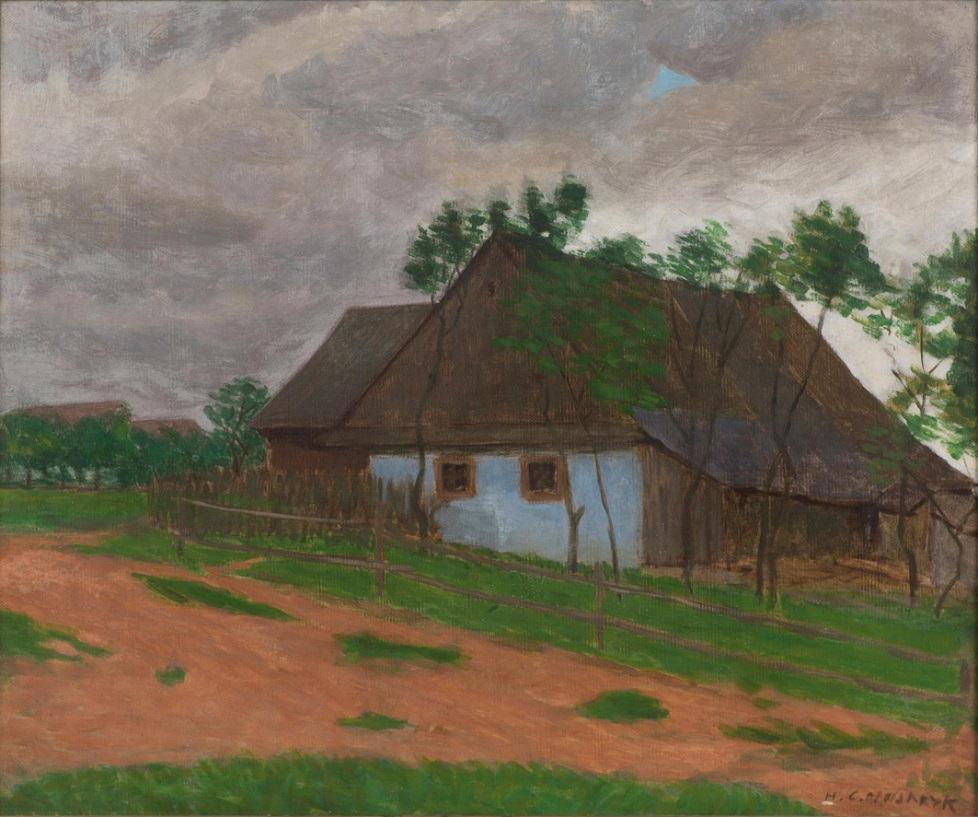
Herbert Masaryk Stavení
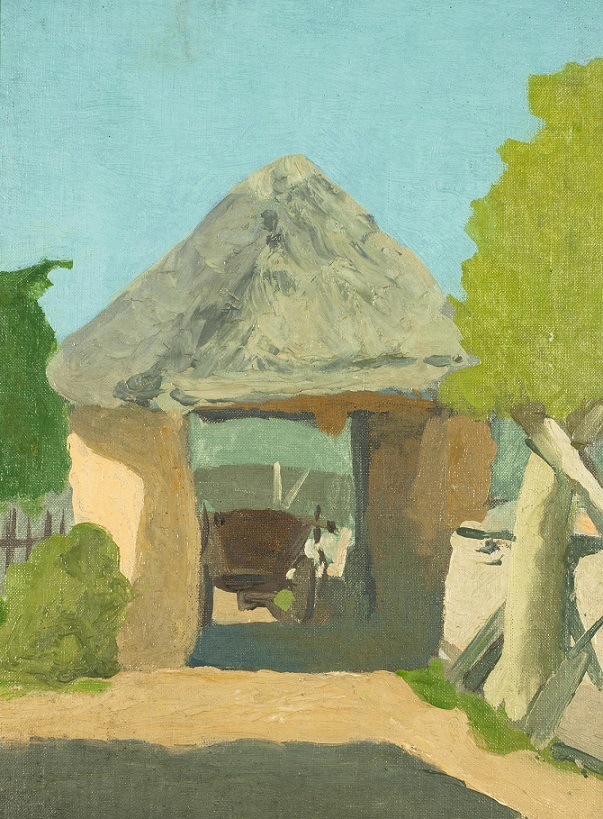
Herbert Masaryk Vjezd do stodoly (1906)
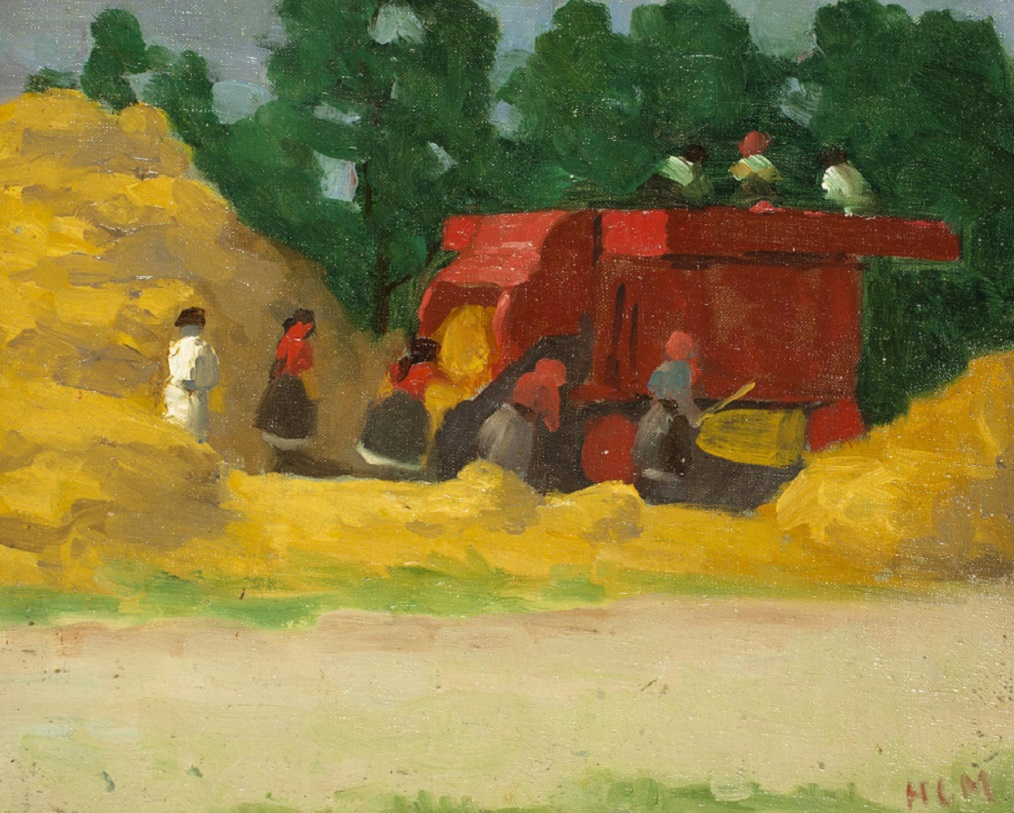
Herbert Masaryk Červená mlátička
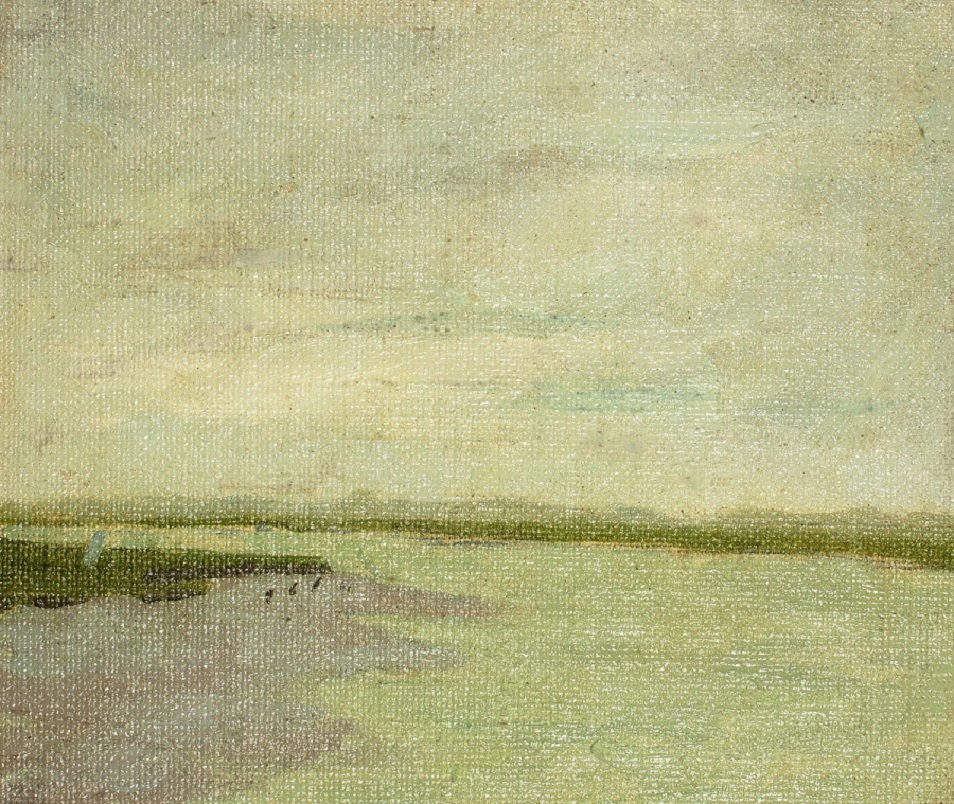
Herbert Masaryk Ústí řeky do moře (1908)
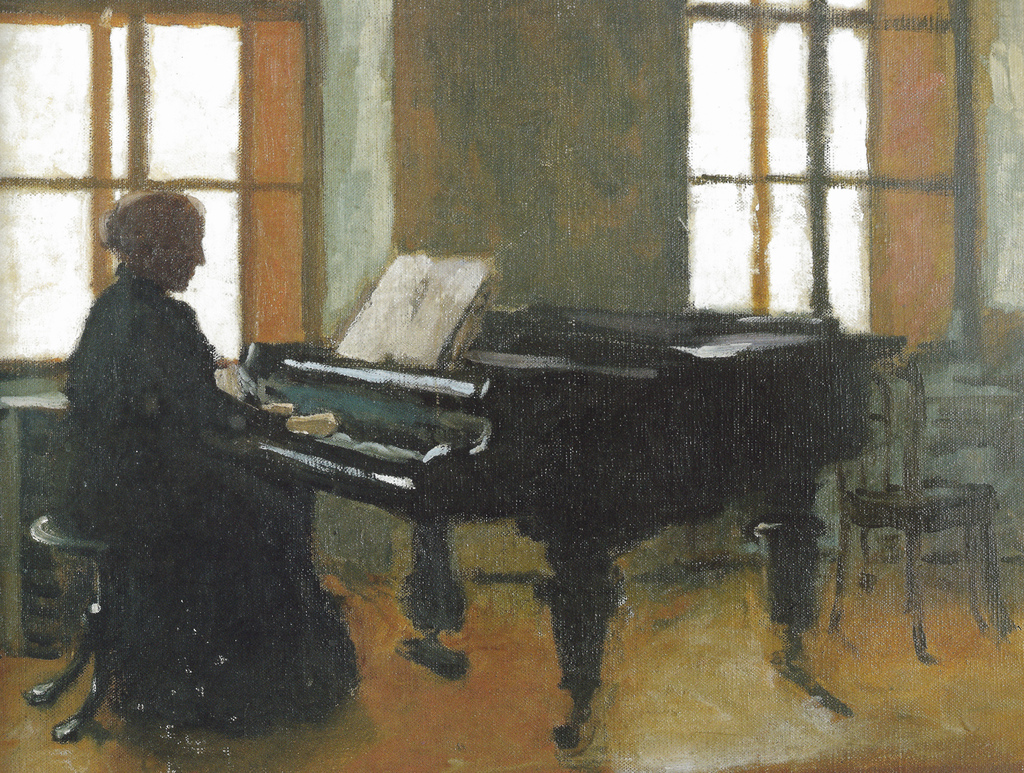
Herbert Masaryk U piána (1910)
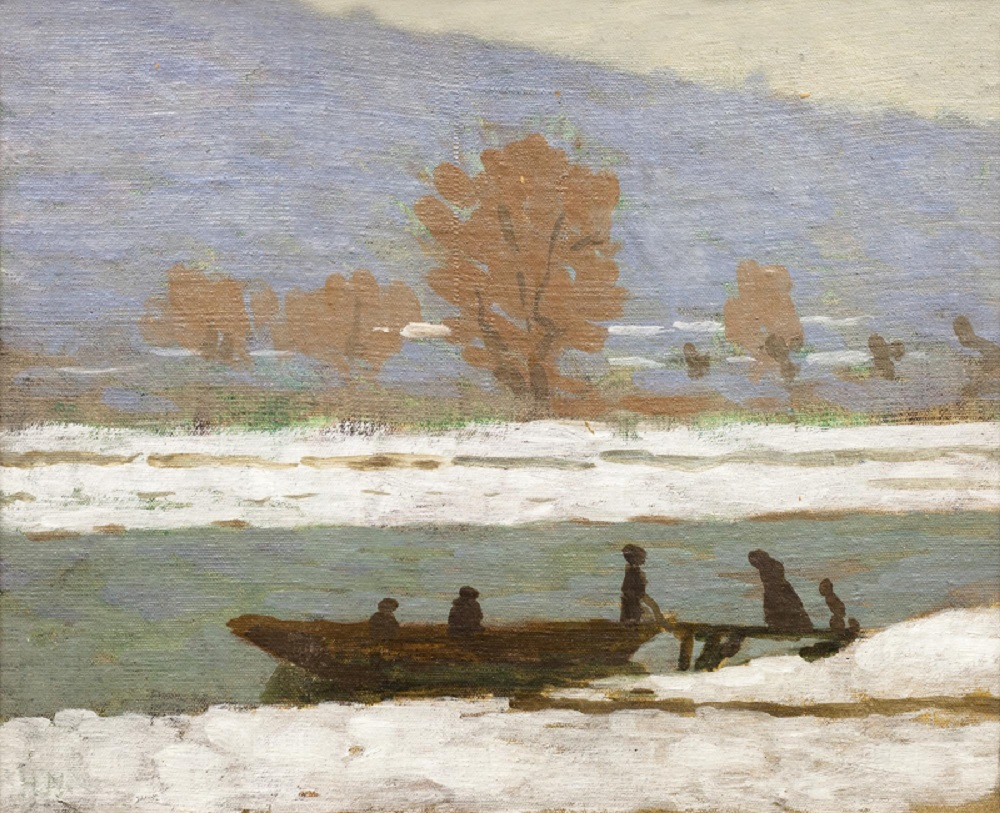
Herbert Masaryk Přívoz v Tróji (1911)
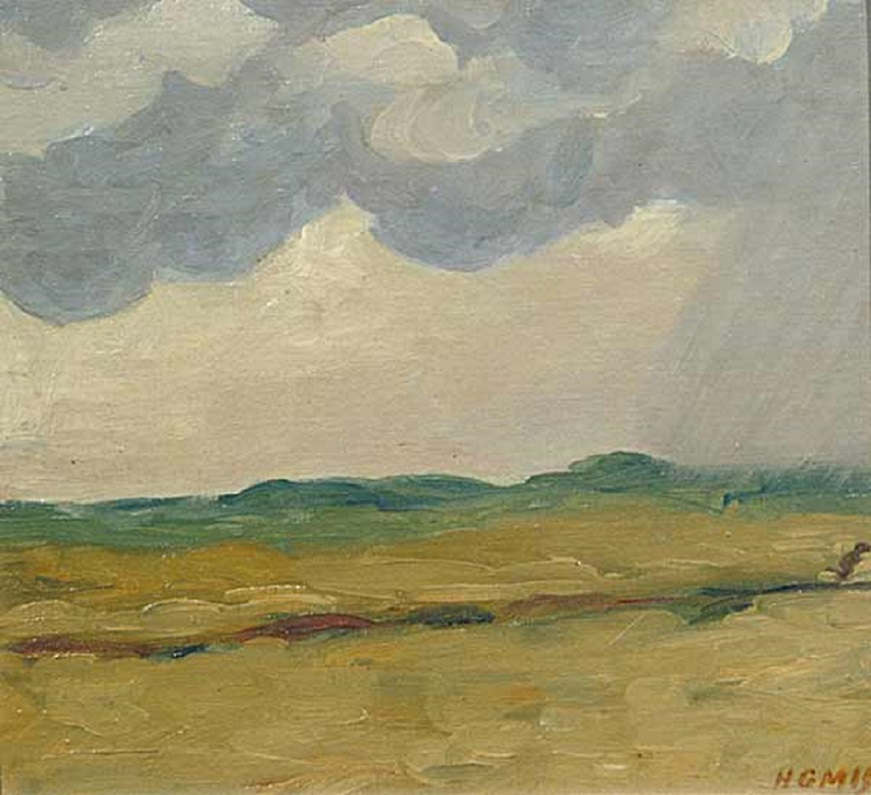
Herbert Masaryk Studie krajiny
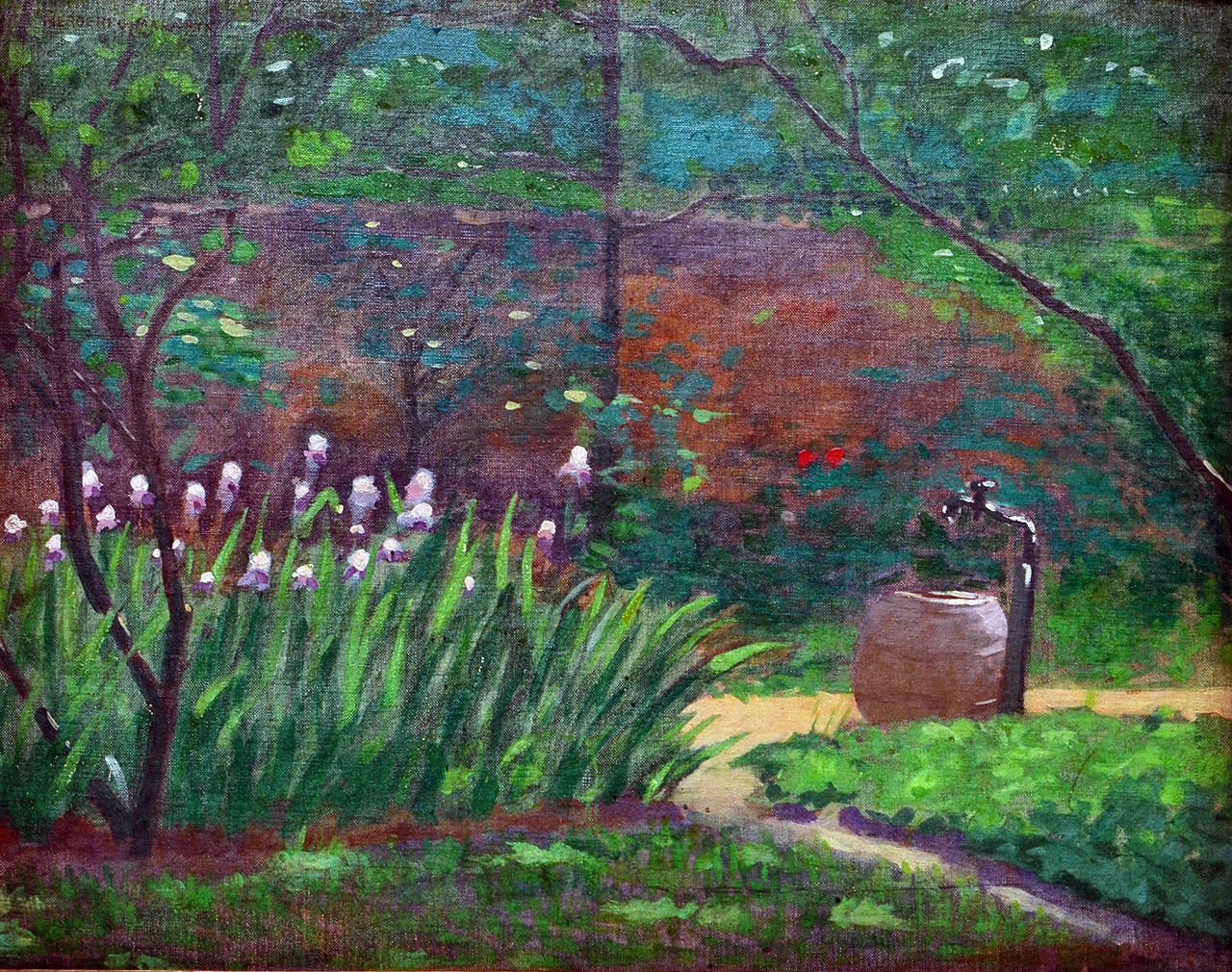
Herbert Masaryk Zahrada (1912)
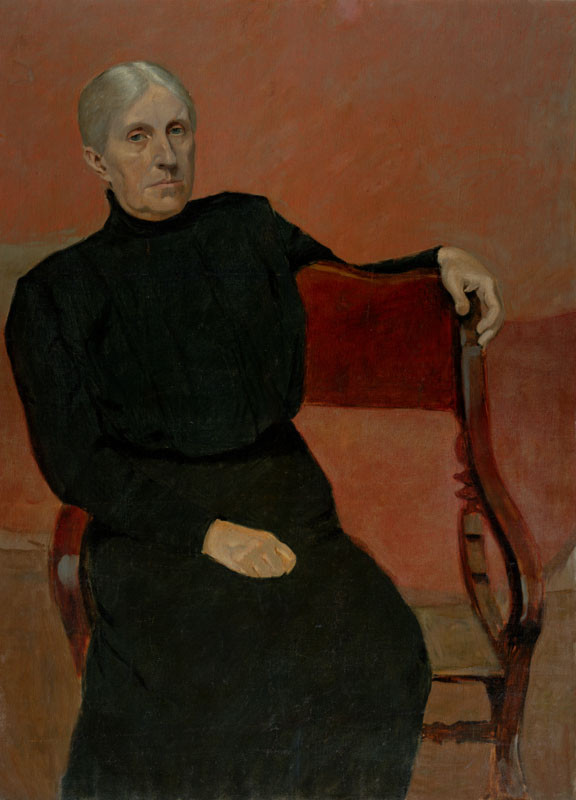
Herbert Masaryk Portrét matky I (1912)
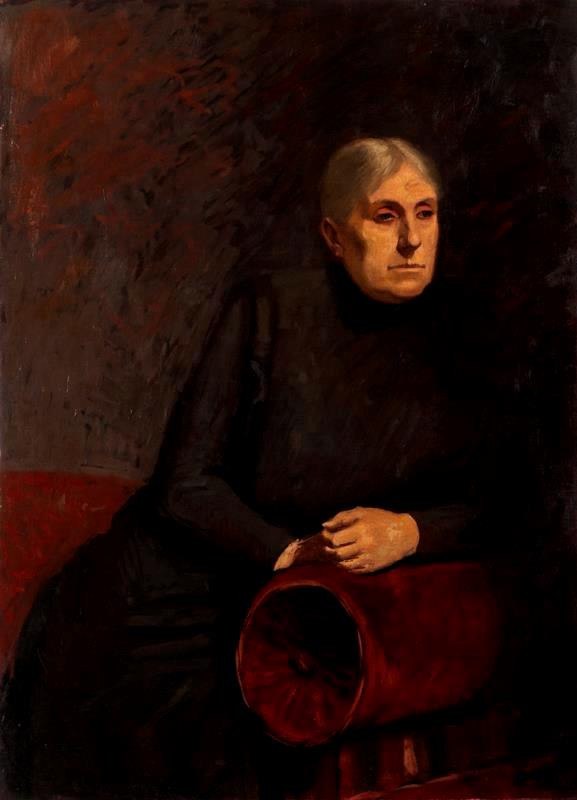
Herbert Masaryk Portrét matky II (1913)
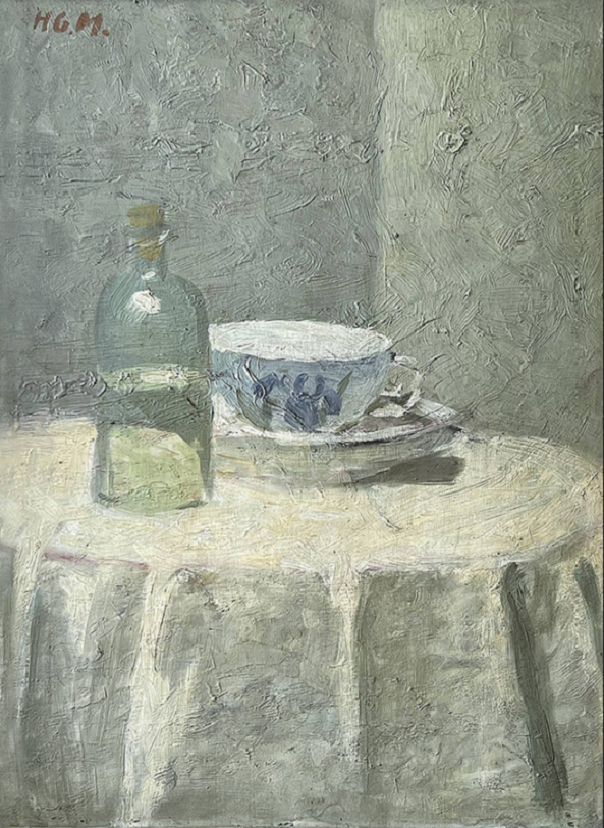
Herbert Masaryk Zátiší s lékovkou a šálkem
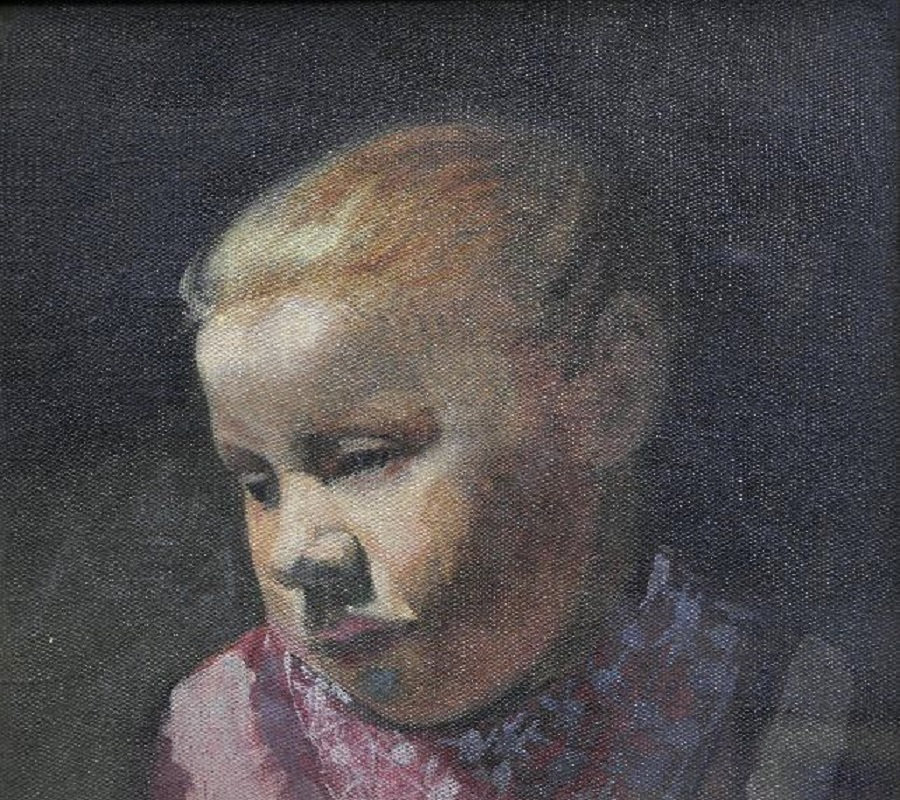
Herbert Masaryk Portrét dívky
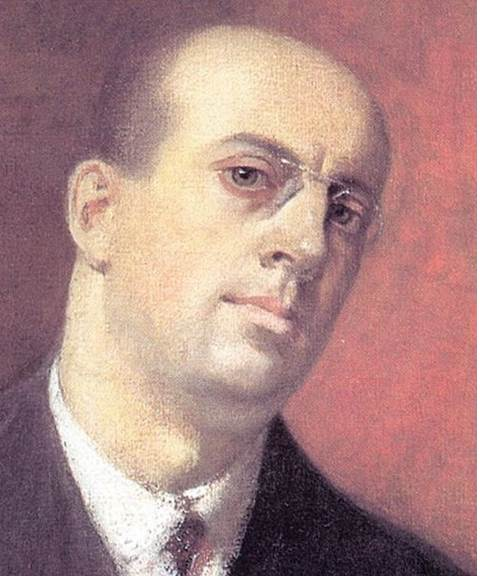
Herbert Masaryk Autoportrét